# Warwick (Oklahoma)
Warwick é uma cidade  localizada no estado norte-americano de Oklahoma, no Condado de Lincoln.

## Demografia
Segundo o censo norte-americano de 2000, a sua população era de 235 habitantes.
Em 2006, foi estimada uma população de 241, um aumento de 6 (2.6%).

## Geografia
De acordo com o United States Census Bureau tem uma área de
7,2 km², dos quais 7,1 km² cobertos por terra e 0,1 km² cobertos por água.

## Localidades na vizinhança
O diagrama seguinte representa as localidades num raio de 20 km ao redor de Warwick.